# Sorex volnuchini
Мідиця понтична (Sorex volnuchini або Sorex pusillus) — вид роду мідиця.

## Поширення
Країни поширення: Вірменія, Азербайджан, Грузія, Росія, Туреччина. Живе на висотах від 200–3200 м. Мешкає у вологих лісах і луках, а також лісових галявинах, зі щільною рослинністю на ґрунті. Рідко зустрічається в альпійській зоні.
До цього виду відносять і кримську популяцію малих мідиць, описану як Sorex (minutus) dahli (Загороднюк, 1996) і надалі позначену як Sorex pusillus dahli (Загороднюк, Ємельянов, 2012).

## Поведінка
Харчуються в основному невеликими твердокрилими. Відтворення триває з березня по червень. Має 2–3 приплоди за сезон, по 4–8 дитинчат у кожному.

## Загрози та охорона
Немає серйозних загроз. Зустрічаються в природоохоронних територіях.